# El despertar de Adonis
Escultura creada por Auguste Rodin, quien la nombró “Le réveil d’Adonis”, y  firmó  como “A  RODIN”.  La firma se aprecia en el borde de la base a los pies de los personajes de la escultura.  Esta obra se puede apreciar en el museo Soumaya de la Ciudad de México.
Rodin muestra en mármol de calidad excepcional, las características de su estilo maduro, particularmente en el contraste entre las áreas de non finito (sin terminar), y las superficies muy acabadas, de mayor sensualidad. Aunque ésta y otras obras del artista,  se basan en la mitología clásica, son interpretados de una manera novedosa.
En esta obra, Rodin retomó uno de los pasajes de Las Metamorfosis del poeta Ovidio. Venus, al ser herida accidentalmente con una de las flechas de su hijo Cupido, quedó enamorada de Adonis, y para protegerlo de la ira de Apolo (quien más tarde adoptaría la forma de un jabalí salvaje para matarlo), en el inframundo se lo confió a Perséfone. Ésta se enamoró de Adonis, por lo que Zeus decidió imponerle como castigo que la mitad del tiempo viviera en la tierra con Venus y la otra mitad en el inframundo con Perséfone.
En la obra, se observa a Venus desconsolada que se inclina sobre el cuerpo inconsciente de Adonis, quien fue  herido de muerte por un jabalí. Rodeado de ninfas que escuchan el latir de su corazón y presencian el renacimiento arquetípico de la nueva estación. Adonis representa a la primavera, dormido en los brazos helados del invierno.
El artista plasmó el arrebato de la diosa de la belleza, quien con un beso despierta a su amado, sin importarle que Perséfone durmiera sobre su pecho. Rodin, en una búsqueda de la naturaleza humano, fundió los cuerpos de los dioses en la pasión del mito. Los cabellos de Venus dan paso al rostro de la rival.
El hueco del tronco donde descansa el bello Adonis, deja asomar las rodillas de Venus, quien demanda la presencia de Adonis en la tierra.  Y el falo evoca el inicio del ciclo de vida, pues cuando el amante está en la condena, comienza el otoño y el frío que impide la plenitud de las cosechas.